# Euplexia albonota
Euplexia albonota är en fjärilsart som beskrevs av George Francis Hampson 1893. Euplexia albonota ingår i släktet Euplexia och familjen nattflyn. Inga underarter finns listade i Catalogue of Life.